# Sirajeddine Chihi
Sirajeddine Chihi (Hammam Lif, 16 aprile 1970) è un ex calciatore tunisino, di ruolo centrocampista.